# Лагерное отделение Центральной больницы Дальстроя
ЛО Центра́льной больни́цы Дальстрой (Отде́льный ла́герный пункт Центра́льной больни́цы Дальстро́й) — лагерное подразделение, действовавшее в структуре Дальстрой.

## История
ЛО Центральной больницы Дальстрой было организовано в 1951 году в качестве Отдельного лагерного пункта (ОЛП) и в 1952 году преобразовано в Лагерное отделение. Управление ЛО размещалось в посёлке Дебин, Магаданская область. В оперативном командовании оно подчинялось первоначально Главному управлению исправительно-трудовых лагерей Дальстрой, а позднее — Управлению северо-восточных исправительно-трудовых лагерей Министерства юстиции СССР (УСВИТЛ МЮ) (позднее УСВИТЛ передан в систему Министерства внутренних дел).
Максимальное единовременное количество заключённых могло достигать более 2000 человек.
ЛО Центральной больницы прекратило своё существование в 1953 году.

## Производство
Основным видом производственной деятельности заключенных были хозяйственные работы в учреждениях здравоохранения Дальстрой и сельскохозяйственные работы.